# اچ‌ام‌اس ترنچانت (اس۹۱)
اچ‌ام‌اس ترنچانت (اس۹۱) (به انگلیسی: HMS Trenchant (S91)) یک زیردریایی بود که طول آن ۸۵٫۴ متر (۲۸۰ فوت) بود. این زیردریایی در سال ۱۹۸۶ ساخته شد.